# Aminobenzaldehyde
| Gefahrensymbol |

| Gefahrensymbol | Gefahrensymbol | Gefahrensymbol |

| Gefahrensymbol |

Die Aminobenzaldehyde bilden in der Chemie eine Stoffgruppe, die sich sowohl vom Benzaldehyd als auch vom Anilin ableitet. Die Struktur besteht aus einem Benzolring mit angefügter Aldehyd- (–CHO) und Aminogruppe (–NH2) als Substituenten. Durch deren unterschiedliche Anordnung ergeben sich drei Konstitutionsisomere. Der 2-Aminobenzaldehyd wird eher selten unter seinem Trivialnamen Anthranilaldehyd genannt.

## Darstellung
2-Aminobenzaldehyd wird aus 2-Nitrobenzaldehyd durch Reduktion mit Eisen(II)-sulfat und HCl dargestellt. Die Darstellung von 4-Aminobenzaldehyd erfolgt aus 4-Nitrotoluol durch Umsetzen mit Natriumsulfid und Schwefel in wässriger Natronlauge und Ethanol.